# Gérard Le Grelle
Pour les articles homonymes, voir Le Grelle.
Gerard Joseph Antoine, comte Le Grelle, né le 6 janvier 1793 à Anvers et mort le 28 octobre 1871 à Anvers, est un banquier et homme politique belge. Il fut bourgmestre d'Anvers de 1831 à 1848.

## Biographie
Fils du banquier et grand aumônier d’Anvers, Joseph J. Le Grelle et de Marie-Thérèse Cambier. Son père fonda la Banque Joseph J. Le Grelle. Gérard fit ses études chez le professeur Lesbroussart qui a probablement fait naître chez lui un fort sentiment patriotisme. D’autres membres de sa famille s’étaient déjà manifestés lors de la révolution brabançonne. Après ses études, il entre à la Banque Joseph J. Le Grelle.
Il siégea au Congrès National pour le district d’Anvers. Il fut élu avec 248 voix sur 479, le 10 novembre 1830. Anvers fut représenté par huit élus. Il siégea dans trois commissions. Ces commissions traitaient de mesures concernant les impôts, le budget et la réinstallation de la Cour des comptes.  

### Vie privée

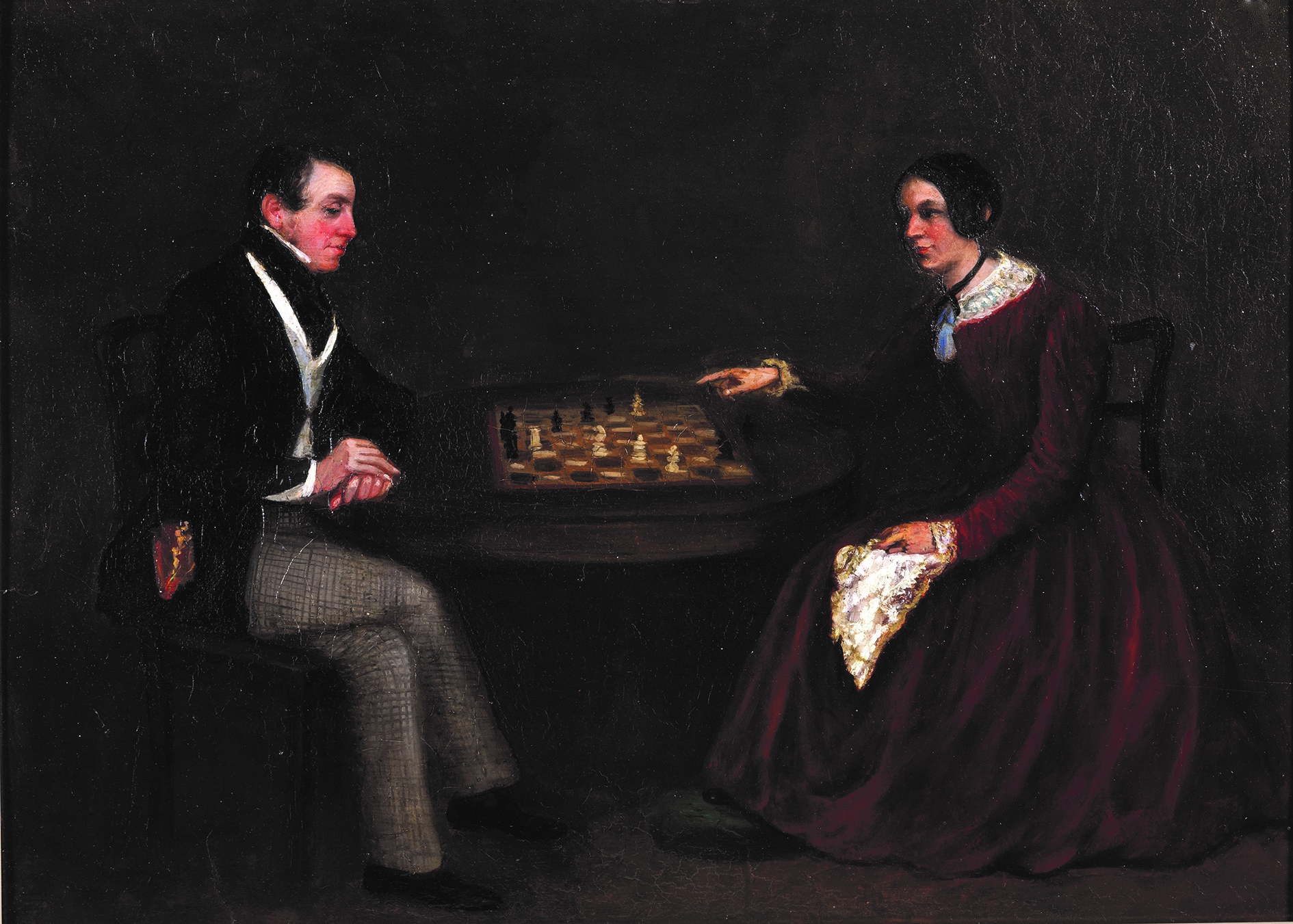
Comte et comtesse (Gérard) Le Grelle, née Annette van Lancker

Il a eu onze enfants (deux filles sont mortes en bas âge) : quatre filles sont devenues religieuses, une est restée célibataire et une autre s'est mariée.
Parmi les garçons, Aloys est devenu jésuite, les quatre autres sont devenus banquiers, dont l'un fut également sénateur. Ils se marièrent avec des familles de la noblesse (de Burbure, Le Gros d'Incourt et de Villegas de Saint-Pierre Jette) et donnèrent naissance à de nombreux descendants.

### Carrière
En 1817, à l'époque du royaume uni des Pays-Bas, il mène des actions comme membre du Bureau de bienfaisance pendant l’épidémie de typhus. Cela lui procure une popularité énorme auprès de la population anversoise. En 1819 roi Guillaume Ier nomme Gérard Le Grelle comme membre du conseil de Régence, mais il refuse cette nomination à cause de ses convictions catholiques et parce qu'il ne souhaitait pas jurer fidélité à la loi fondamentale du royaume uni des Pays-Bas, qui favorisait plutôt le protestantisme. En 1825, il lance une pétition pour la liberté de l’enseignement.
À la suite de la révolution belge et la déclaration d'indépendance de la Belgique du 4 octobre 1830, il devient membre du Congrès National le 10 novembre et est parmi les rares membres à voter contre l’exclusion des Orange-Nassau au trône belge par le décret constitutionnel du 24 novembre 1830 (161 voix contre 28). Les Anversois craignant des conséquences pour le commerce local déja grandement affecté par les récents combats d'Anvers.
En 1831, Gérard Le Grelle est nommé bourgmestre d'Anvers succédant à Alexis Gleizes. Il est le seul bourgmestre élu d’Anvers, ses successeurs furent tous nommés par le roi des Belges. Le Grelle resta bourgmestre jusqu’en 1848. Lors d’émeutes en 1831, Gérard Le Grelle est attendu par 400 sans-emplois à l’hôtel de ville d'Anvers. Il décide de leur faire paver le Meir, travaux payés de sa poche, car la ville n’avait pas les finances. Pour sa gestion lors de l’épidémie de choléra en juillet 1832, il fut nommé comme premier Belge (par le Roi personnellement en 1833) chevalier de l’ordre de Léopold. Gérard Le Grelle installa une taxe pour les ouvriers souffrants. Lors des premières élections parlementaires, le 11 septembre 1833, il reçut 1207 voix sur 1220 électeurs. Il siégea au parlement jusqu’en 1839. Pendant cette période, il refusa un poste de ministre des Finances pour mieux se concentrer sur la restauration de la ville d’Anvers. 
Gérard Le Grelle donna des quais à l’Escaut, prolongea le chemin de fer Bruxelles-Malines jusqu’à Anvers (1836) et était un grand promoteur du Rhin de fer (chemin de fer Anvers-Cologne). Gérard Le Grelle organisa les écoles primaires à Anvers, diverses grandes constructions, de grandes fêtes (pour Rubens) pour obtenir le statut de grande ville. Ses successeurs suivirent la même ligne. Après 1848, il resta au conseil communal jusqu’en 1857. Il fut membre du conseil provincial de 1848 à 1860. 
Il a également voté pour Charles d'Autriche -Teschen à la tête de l'État et, avec quatre autres membres du Congrès, pour Étienne de Gerlache en tant que régent. En juin, il a voté pour Léopold de Saxe-Cobourg et pour l'acceptation des articles du traité des XVIII articles. 
Il fut par l’intermédiaire de la Banque Joseph J. Le Grelle un grand financier des États pontificaux, quand le Pape fut coupé de ses territoires et que le Pape fut obligé de continuer à payer les charges de ces États sans en obtenir les rentrées.
Il était un grand admirateur des arts. Il fut membre et vice-président du Conseil de l’Académie royale des Beaux-Arts d’Anvers. Gérard fut avec son fils Auguste un grand mécène du peintre Nicaise de Keyser. Il fut un des trois fondateurs de la « Maatschappij voor chistelijke liefdadigheid », qui existe encore aujourd’hui et qui gère l’hôpital Revarte et les maisons de repos Hof ter Schelde et Hof ten Dorpe.

### Mort
Le comte Gérard Le Grelle mourut le 23 octobre 1871 à l’âge de 78 ans et est enterré au cimetière de Deurne.

## Mandats
Le comte Le Grelle occupa beaucoup de fonction publique et fut aussi actif dans de nombreuses sociétés ou instituts religieux et organisation caritatif :
- Bourgmestre d'Anvers : 1831-1848

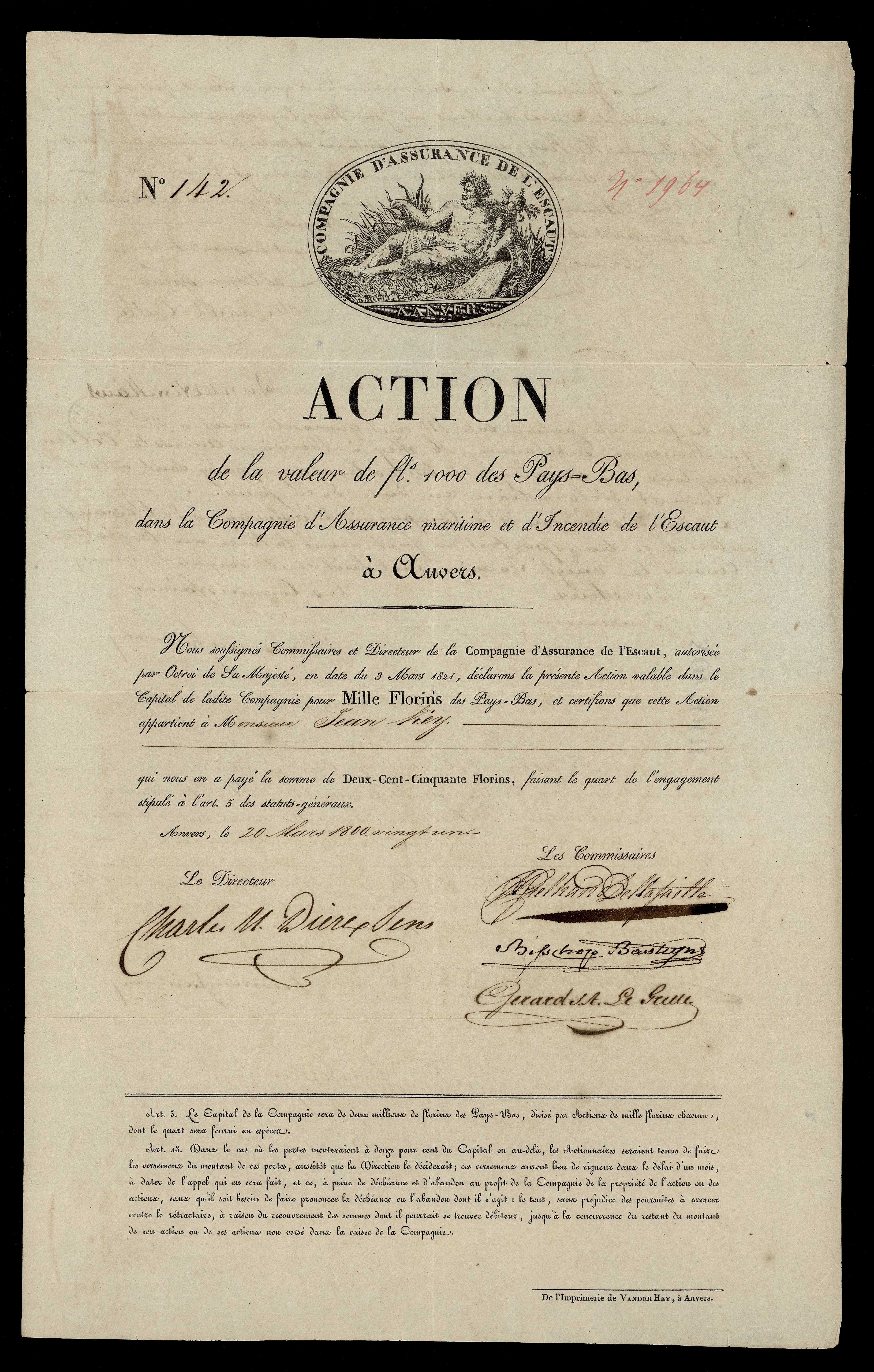
Action de la Compagnie d'Assurance de l'Escault en date du 20 mars 1821, signé par le comte Gérard Le Grelle

- Membre du Congrès national : 1830-1831
- Membre de la Chambre des représentants de Belgique : 1831-1837
- Membre et vice président du conseil provincial: 1848-1871
- un des 3 fondateurs et secrétaire du Maatschappij der Christelyke Liefdadigheid en 1824
- Banquier à la Banque Joseph J. Le Grelle
- Président de la raffinerie de sucre JJ Le Grelle et C°
- administrateur de la Compagnie d'Assurance de l'Escaut
- Fondateur et Président de l'école de Navigation
- Président et administrateur de l'académie des Beaux-Arts d'Anvers 1831-1859
- Membre du CA du bureau de bienfaisance
- Membre du CA des Prisons
- Membre et Trésorier de la Maison de Correction Saint-Bernard à Hemiksem
- Membre du CA de la Maison de Sûreté civile et militaire
- Président du Mont-de-Piété d'Anvers
- Président de la fabrique d'église de Saint-André
- Père temporel au Couvent des Capucins
- Fondateur du comité des œuvres pontificales
- Président de la société de St-François Régis
- Administrateur Collateur de la Bourse Zegerus Van Hontsum
- Maître de Chapelle du Saint-Sacrement à la Cathédrale Notre-Dame d'Anvers
- Président du Broederschap OL Bijstand en Viktorie

## Décorations et honneurs
En 1833 il est fait chevalier de l'ordre de Léopold, plus tard, en 1856 il est promu en grand officier de l'ordre.
Il obtint la concession du titre de comte romain par un bref du pape Pie IX le 7 septembre 1852. Il fut autorisé à porter ce titre en Belgique par le roi Léopold 1er en 1853. Le titre, d'abord transmissible par ordre de primogéniture masculine, fut étendu à tous ses descendants Léopold II en 1871.

## Sources
- Statuten van de Maatschappy der Christelyke Liefdadigheid, Antwerpen, 1824, Drukkerij H.P. Vander Hey,17pp
- Le Parlement Belge 1831-1894, 1996, 386-387
- De Zondagscholen te Antwerpen, Antwerpen, 1847, Drukkerij P.J. van Aarsen et C, 68pp
- M. Bouix, Autobiographie de la vénérable mère Anne de Saint-Barthélemi, Paris, 1869, 629 pp.
- P. GENARD, Biographie du comte G.J.A. Legrelle, Antwerpen, 1886.
- Augustin Thys, Antwerpse Kooplieden en Nijveraars uit de verleden eeuw, 1906/1930, 40pp,
- Fl. Prims, Antwerpen in 1830, Nota’s, II, 1930, 207-227
- Jo Roelandts, Adel in de Achttiende eeuw, De familie Legrelle, 1973, 31pp
- (nl) Els WITTE, Politieke machtstrijd in en om de voornaamste Belgische steden, 1830-1848, 2 vol., Brussel, 1973 (Pro Civitate. Historische uitgaven, reeks in-8°, 37).
- Julienne LAUREYSSENS, Gerard Le Grelle, in: Nouvelle Biographie Nationale, t. I, 1988, p. 237-240.
- Roland Le Grelle, Guide Pratique de la famille Le Grelle, 1988, 42 pages
- NBN, 1, 1988, J. Laureyssens, Gérard, banquier, 237-240; Henri, banquier, 240-243; Joseph,  négociant, 243-246.
- B. Henau, Het bank- en verzekeringswezen, in Antwerpen tijdens het interbellum, Tijdschrift voor Economie en Management, Vol XXXV, 4, 1990, 329-359 pp
- G. Kurgan e.a., Dict. des patrons de Belgique, 1996, 422-423
- Geoffroy Le Grelle, La Chronique des “Le Grelle”, dans Legrelliana n°1 juillet 1996, p. 47-55 et N°2 Août 1997, P77
- R. Brion et J.-L. Moreau, La Société Générale de Belgique 1822-1997, 1998, Fonds Mercator, 514pp
- Samuel Tilman, Les grands banquiers Belges (1830-1935), Bruxelles, 2005, Academie Royale de Belgique, 441pp
- The Rotschild Archive, in Review of the year April 2004 to March 2005, 56 PP
- K. Degryse, De Antwerpse fortuinen … in de 18de eeuw, in Bijdragen tot de geschiedenis inzonderheid van het Oud Hertogdom Brabant 2005, n° spécial, 2005.
- Maarten Noeninckx, Van provinciestad tot handelsmetropool, Ontwikkeling van haven en stedelijke infrastructuur te Antwerpen onder het burgemeesterschap Gérard Le Grelle (1831-1848), 2007, 111pp
- Hilde Greefs, De terugkeer van Mercurius, in Tijdschrift voor sociale en economische geschiedenis 5, 2008, Nr. 2, pp 55-86
- René Brion, Jean-Louis Moreau, Inventaire des archives de la Banque Joseph-J. Le Grelle à Anvers, Octobre 2008, 50pp
- René Brion, Jean-Louis Moreau, Inventaris van het archief van Bank van Antwerpen NV en de door haar overgenomen vennootschappen, Oktober 2008, 15pp
- Laura Portier, Van thuis naar tehuis, de Maatschappij der Christelijke Liefdadigheid te Antwerpen en de opvang van vrouwen tijdens de ouderdomsfase 1824 en 1847, Antwerpen, 2009, 65pp,
- Geoffroy Le Grelle, la Rente Romaine et le denier de Saint-Pierre, in Pro Petri Sede, 1-2010, 30-32
- O. de Trazegnies & Geoffroy Le Grelle, Belgique, Les vieilles familles d'Anvers dans: l’Éventail, Janvier 2015.
- Geoffroy Le Grelle, Le Comte Gérard Le Grelle (1793-1871), membre du Congrès National, in LEGRELLIANA N°9, p 11-12